# Marius Broening
Marius Broening (* 24. Oktober 1983 in Herrenberg) ist ein deutscher Leichtathlet und Bobsportler, der mit der deutschen 4-mal-100-Meter-Staffel 2005 den Endlauf bei den Weltmeisterschaften erreichte und bei den Europameisterschaften 2010 in Barcelona mit der 4-mal-100-Meter-Staffel Bronze gewann. Seit 2014 ist er als Anschieber im Bobsport aktiv, zuerst für den deutschen, seit 2015 für den Schweizer Verband.

## Leichtathletik
2004, 2006 und 2009 wurde er Zweiter bei den Deutschen Meisterschaften über 100 Meter, 2008 wurde er Vizehallenmeister über 60 Meter. 2005 gewann Broening bei den U23-Europameisterschaften Silber mit der Sprintstaffel. In Helsinki bei den Weltmeisterschaften 2005 war er Schlussläufer der deutschen Staffel, die mit 38,48 s den siebten Platz belegte. Ein Jahr später lief er mit der Staffel in 39,38 s auf Platz fünf bei den Europameisterschaften in Göteborg. Bei den Hallenweltmeisterschaften 2008 in Lissabon trat Broening im 60-Meter-Lauf an, mit 6,67 s schied er im Halbfinale aus.
Marius Broening tritt für die LAV asics Tübingen an, für die er bis 2009 startete und im Januar 2012 nach einem Intermezzo bei der LG Stadtwerke München zurück wechselte. Er wohnt und trainiert seit Ende 2013 in München mit seinem Trainer Ingo Seibert und den Stabhochspringern Raphael Holzdeppe und Fabian Schulze. Er hat bei einer Körpergröße von 1,82 m ein Wettkampfgewicht von 86 kg.
Broening hat einen Bachelor-Abschluss der Universität Tübingen in Sportmanagement und ist seit 2004 mit der Trainingskameradin Franziska Dobler liiert. Seit 2009 ist er zusätzlich Athletik-Trainer des Basketball-Bundesligisten Walter Tigers Tübingen.
2013 gründete Broening zusammen mit Florian Holm die Plattform athletesforall, die Personal Training mit aktiven oder ehemaligen Profisportlern anbietet.

### Persönliche Bestleistungen
(Stand: 1. August 2009)
| 60 Meter          | 6,60 s  |
| 100 Meter         | 10,24 s |
| 200 Meter         | 21,04 s |
| 4-mal 100 Meter 0 | 38,30 s |

## Bobsport
Seit Sommer 2014 ist Broening als Anschieber im Bob-Sport aktiv. Zuerst war er in der Weltcup-Saison 2014/15 für den deutschen Piloten Johannes Lochner aktiv, nachdem er jedoch nicht für die Weltmeisterschaft 2015 nominiert worden war, wechselte er zum Schweizer Verband zum Europacupvierbobteam von Pius Meyerhans, mit dem er sich durch starke Leistungen im Weltcup 2015/16 jedoch für die Weltmeisterschaft 2016 qualifizieren konnte. Als Bob Schweiz II startend, wurden sie 23. im Viererbob-Wettbewerb der WM.